# Исуатлан-дель-Кафе (муниципалитет)
Исуатлан-дель-Кафе (исп. Ixhuatlán del Café) — муниципалитет в Мексике, штат Веракрус, расположен в Горном регионе. Административный центр — город Исуатлан-дель-Кафе.